# Cornucopiae cucullatum
Cornucopiae cucullatum är en gräsart som beskrevs av Carl von Linné. Cornucopiae cucullatum ingår i släktet Cornucopiae, och familjen gräs. Inga underarter finns listade i Catalogue of Life.